# قطعنامه ۳۲۱ شورای امنیت
قطعنامه ۳۲۱ شورای امنیت سازمان ملل متحد که در تاریخ ۲۳ اکتبر ۱۹۷۲ تصویب شد، سندی بین‌المللی دربارهٔ شکایت توسط سنگال است. این قطعنامه طی نشست ۱٬۶۶۹ام
با ۱۲ موافق،۰ مخالف و۳ ممتنع تصویب شد.